# Hagudi
Hagudi est un petit bourg de la commune de Rapla du comté de Rapla en Estonie .
Au 31 décembre 2011, il compte 311 habitants.